# Halsbandslämlar
Halsbandslämlar (Dicrostonyx) är ett släkte i underfamiljen sorkar med arter som lever i Sibirien, norra Kanada och Alaska. Släktet räknas inte längre till släktgruppen (tribus) lämlar på grund av att nyare undersökningar visade att deras gemensamma drag beror på konvergent evolution.

## Kännetecken
Halsbandslämlar når en kroppslängd mellan 10 och 15 centimeter och därtill kommer en ett till två centimeter lång svans. Vikten varierar mellan 30 och 112 gram. Sommarpälsen är beroende på art grå, gulaktig eller rödbrun. Några individer kan ha mörkare strimmor på huvudet och på ryggens centrum. Vinterpälsen är helt vit. Halsbandslämlar är de enda gnagare med vit vinterpäls, men särdragen finns också hos andra däggdjur (skogshare, hermelin).
Halsbandslämlar har ungefär samma kroppsform som andra lämlar. Framfötternas tredje och fjärde klo har under sommaren ungefär samma längd som de andra klorna. Under vintern växer dessa klor och blir längre, tjockare och kraftigare. På så sätt har lämmeln möjlighet att gräva i frusen jord.
Under sommaren använder de underjordiska bon som de gräver i tundran. Tunneln är upp till 6 meter lång och slutar i en grotta som polstras med gräs. Arterna skapar även latriner. I den kalla årstiden gräver de sina tunnlar i snön. Födan utgörs under sommaren av gräs, blommor och frukter samt under vintern av kvistar, knoppar och bark.
Under kalla år sker fortplantningen mellan mars och september. När vintern är mild kan parningen börja i januari. Vildlevande honor har vanligen två till tre kullar per år. Efter dräktigheten som vanligen varar i 19 till 21 dagar föds upp till elva ungar per kull. Ungarna är vid födelsen blinda och de väger nästan 4 gram. De öppnar sina ögon efter 12 till 14 dagar och de diar sin mor i 15 till 20 dagar. I fångenskap hade en hona sin första kull när hon var 58 dagar gammal. Hannar blir tidigast efter 85 dagar könsmogna. Den äldsta individen i fångenskap levde 3 år och 3,5 månader.
Den vita vinterpälsen används ibland av inuiterna för klädesplagg men ingen betydande handel finns.

## Arterna
Jarell och Fredga godkände 1993 följande tre arter:
- Arktisk halsbandslämmel (Dicrostonyx torquatus), sibirisk tundra.
- Dicrostonyx groenlandicus, Grönland, Nunavut, Northwest Territories, Yukon, Alaska.
- Dicrostonyx hudsonius, norra Québec, fastlandet av Newfoundland och Labrador.

Arternas antal är däremot omstritt. Några zoologer räknar alla populationer till samma art och Wilson & Reeder (2005) skiljer mellan 8 arter.
Några ytterligare arter som blev beskrivna är:
- Dicrostonyx kilangmiutak, omstridd art
- Dicrostonyx nelsoni, Alaska och Aleuterna
- Dicrostonyx nunatakensis, nordvästra Kanada
- Dicrostonyx richardsoni, väster om Hudson Bay
- Dicrostonyx unalascensis, Aleuterna
- Dicrostonyx vinogradovi, Wrangelnön